# Жослен II (граф Едеси)
Жослен II (фр. Josselin II de Courtenay; 1113–1159) — останній пануючий граф Едеси в 1131—1151 роках.

## Життєпис
Походив з французького шляхетського роду Куртене (відомий як Перший рід Куртене) з Гатіне, її молодшої гілки. Син Жослена I, графа Едеси, і Беатріс (доньки Костандіна I, короля Кілікії). Здобув класичну лицарську освіту.
1125 року брав участь в битви при Аазазі, де потрапив в полон до Бурзукі, атабека Мосула, але потім зусиллями Балдуїна II, короля Єрусалиму, був звільнений. У 1131 році Жослен I був поранений в битві з Еміром Газі Гюмюштекіном, маліком держави Данішмендидів, і незабаром помер. Після чого молодший Жослен успадкував графство Едеса.
Доволі швидко стикнувся з загрозою з боку Імад ад-Діна Зенгі, атабека Халеба і Мосула. Але Жослен II опинився втягнутим в справи Єрусалимського королівства. 1132 року спільно з Понсом I, графом Триполі, виступив на допомогу Алісі для встановленню влади над Антіохійським князівством. При цьому вони намагалися протидіяти амбіціям Фулько Анжуйського. Проте останній завдав поразки союзникам. Цим скористався Зенгі, що почав вдиратися в межі Едеського графства. В великими втратами графу вдалося захистити замок Турбессель.
1135 року уклав союз з Раймундом де Пуатьє, князем Антіохії, та візантійським імператором Іоанном II. У 1138 році союзники зайняли замок Бізаа, яким було передано Дослену II, потім спробували захопити Халеб, але зазнали поразки. 1139 року надав притулок Ральфу де Домфронту, латинському патріарху Антіохії, якого вигнав з міста Раймунд де Пуатьє.
1142 року до Антіохійського князівства вдерся імператор Іоанн II. Водночас вимагав від Жослена II визнати свою владу, як гарантію передати доньку Ізабелу 9як заручницю). Граф Едеси відмовив візантійцям. У 1144 році рушив до Антіохії, чим скористався Імад ад-Дін, який раптово оточив Едесу. Раймунд де Пуатьє відмовився надати допомогу Жослену II. Облога тривала місяць, і 24 грудня того ж року місто впало.
Жослен II продовжував номінально залишатися графом Едесси і керував залишками свого графства з міста Турбессель. Після загибелі Зенгі в 1146 році він спробував повернути втрачені володіння. Навіть на нетривалий час відвоював Едесу внаслідок повстання місцевих вірмен 21 жовтня 1146 року, але атабек Нур ад-Дін, син Зенгі, швидко підійшов до Едеси, змусивши 3 листопада Жослена II тікати, влаштувавши різанину едеських вірмен. Звістка про падіння Едеси спричинило підбурювання Папського престолу до нового хрестового походу.
У 1148 року приєднався до військ Другого хрестового походу, брав участь в облозі Дамаску. За відсутності графа, 1149 року Масуд I, султан рума, захопив Мараш та спробував завоювати Турбессель. У 1150 році Жослен II під час подорожі до Антіохії, потрапив в полон до туркоманів (турки-кочівники), утримувався в Алеппо до самої своєї смерті в 1159 році.

## Родина
Дружина — Беатріс, донька Вільгельма де Сона
Діти:
- Жослен (1134/1139 — 1190/1200)
- Агнес (1136—1184), дружина Аморі I, короля Єрусалиму
- Ізабелла, дружина Тороса II, володар Кілікії